# Herb Podgórza

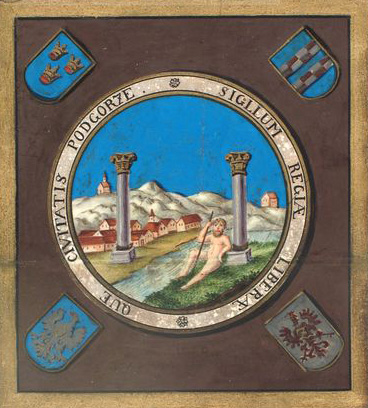
Herb Podgórza. Herby górne: lewy Galicji, prawy Lodomerii; dolne: lewy ks. oświęcimskiego, prawy ks. zatorskiego

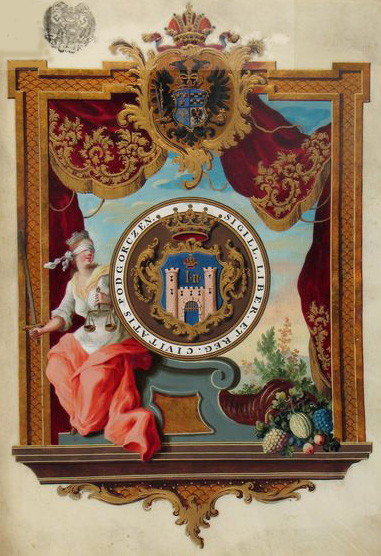
Stary (pierwszy) herb miasta Podgórza na pergaminie, z nadania Józefa II

Użycie kolumn w herbie hiszpańskiego Karola V Habsburga

Herb Wolnego Królewskiego Miasta Podgórze – herb miasta Podgórze zaprojektowany w Zjednoczonej Kancelarii Nadwornej w Wiedniu i nadany miastu 3 sierpnia 1808 roku przez cesarza Franciszka I. Był to drugi herb Podgórza.

## Historia
3 czerwca 1795 roku decyzją cesarza Józefa II nadano miastu pierwszy herb. Przedstawiał on fragment murów miejskich na niebieskim tle. Po obu stronach znajdowały się znacznie wyższe wieże, z których każda posiadała dwa otwory strzelnicze, zaś pośrodku widniała otwarta brama z podniesioną kratą. Nad bramą znajdowały się inicjały cesarskie I.II. (Iosef II) i korona. Podobieństwo do herbu Krakowa (zwłaszcza po usunięciu zeń przez Austriaków białego orła) było aż nadto widoczne. To oraz fakt, że Podgórze żadnych murów miejskich nie posiadało mogło spowodować wystąpienie przez podgórskich rajców miejskich z prośbą o zmianę herbu, co nastąpiło 3 sierpnia 1808 roku z nadania cesarza Franciszka I.

## Opis
Herb składa się z dwóch części: topograficznej i symbolicznej.

### Topografia
Część topograficzna przedstawia miasto Podgórze z Kopcem Krakusa, kościołem św. Benedykta na Wzgórzu Lasoty oraz rzeką Wisłą oddzielającą miasto od leżącego po przeciwległym brzegu Krakowa.

### Symbolika
Na część symboliczną składają się następujące elementy:
- Dwie kolumny korynckie („cesarskie”[4]) ze złoconymi kapitelami.
- Siedzącego pod kolumną, na lewym brzegu, nagiego brodatego człowieka z prostym kijem trzymanym w ręce.

Dokument nadania nie wyjaśnia co oznaczały te elementy, a tylko dosłownie je opisuje np. ein nackter Mann, mit einem Barte, welcher einen Stab in seiner rechten Hand haltet  (nagi człowiek z brodą, który trzyma kij w swojej prawej ręce).
Według jednej z interpretacji kolumny to Słupy Herkulesa a brodaty człowiek to Herkules we własnej osobie.
Według Mieczysława Zająca, który w związku z brakiem interpretacji symboli umieszczonych w herbie (co zwykle miało miejsce w dokumentach nadania) podejrzewa złośliwość lub nawet negatywne (dla Polaków) motywy działania austriackich urzędników (dlaczego Herkulesa nazywać mieliby „nagim człowiekiem”, poza tym Herkules w ręku powinien dzierżyć maczugę, a nie kij wyglądający na pasterski). Potężne kolumny ze złoconymi kapitelami łączące dwa brzegi Wisły w jedną całość symbolizowały nową Galicję pod berłem Habsburgów, gdyż od 1795 roku, Wisła przestała być rzeką graniczną. Kolumna po stronie prawej symbolizować by miała Starą Galicję, czyli tereny przyłączone do Austrii w 1772 roku, po I rozbiorze Polski, zaś kolumna po stronie Krakowa odnosiłaby się do terenów przyłączonych do Austrii po III rozbiorze, w 1795 roku, które nazwane były początkowo Nową Galicją. Jak pisze Zając: W latach 1806–1808, w których opracowywano projekt tego herbu, istniała już po połączeniu tylko jedna Galicja, w dalszym ciągu ze stolicą we Lwowie. W przekonaniu urzędników Kancelarii kolumny były symbolem trwałego połączenia tych terenów z monarchią austriacką, pod berłem cesarzy z rodu Habsburgów. Kolumny prezentują tu potęgę Austrii i dostojeństwo jej władców, sprawujących niepodzielną, niczym nie ograniczoną, absolutną władzę. Prezentują również trwałość władzy cesarskiej w Galicji.. Nagi brodacz z kijem ukazany jako bezradny symbolizowałby Polaka bezsilnego wobec potęgi cesarskiej.

## Dalsze dzieje
Kij w ręce brodacza szybko przekształcił się (bez oficjalnego uregulowania tego przez kancelarię cesarską) w wiosło, na co wpływ mogła mieć bliskość Wisły, ale przede wszystkich chęć zakrycia szerszą częścią drewnianego atrybutu przyrodzenia nagusa. Taki herb i taką pieczęć z wiosłem stosowały władze Podgórza do roku 1915, czyli do formalnego połączenia się z Krakowem.

Obecnie herb Podgórza podziwiać można w kilku miejscach:
- Na ul. Limanowskiego na frontonie budynku Gimnazjum nr 35[5]
- Na ul. Józefińskiej 18 na zwieńczeniu budynku dawnej Kasy Oszczędności Miasta Podgórza[6]
- Na Nowym ratuszu miasta Podgórza znajdującym się przy Rynku Podgórskim